# Heliconia velutina
Heliconia velutina es una planta herbácea perenne, tropical perteneciente a la familia Heliconiaceae.

## Descripción
Heliconia velutina es un platanillo de hábito musoide, esbelta, alcanza hasta 2,5 m de alto; el pseudotallo cerca de 2 m de largo. Crece en grupos de hasta 50 plantas, separadas unas de otras por distancias de 10-40 cm. Tiene de 5-6 hojas , con el pecíolo de 2,5-55 cm de largo; la lámina es de forma elíptica , ovado lanceolada u oblonga con la base generalmente inequilátera y obtuso-decurrente y el ápice acuminado. La inflorescencia es erecta, alcanza hasta 31 cm de largo; el pedúnculo alcanza 13 cm de largo, es amarillo o amarillo verdoso; el raquis es erecto o ligeramente flexuoso, puede ser amarillo o rojo, es velutino, lleva de 3-8 espatas en disposición dística (o tendiendo a torsionarse), formando un ángulo de 20-140 grados resecto al eje longitudinal; la espata basal tiene hasta 17 cm de largo y a menudo presenta un apéndice foliar, las mediales hasta 9,6 cm de largo, la apical hasta 6 cm de largo, son poco profundas, hasta 0,8 cm de ancho, son rojo carmín, persistentes gruesas y velutinas. Las bractéolas de hasta 3,6 cm de largo, son quilladas, blanquecinas, membranosas y velitinas. Los pedicelos alcanzan hasta 1,5 cm de largo en fruto, son amarillo verdoso y velitinos. El ovario alcanza 0,8 cm de largo x 0,6 de ancho, es verde o amarillo. El perianto alcanza 6 cm de largo, ligeramente curvado, con dos bordes angulosos, en la región apical es verde claro y va degradándose a blanco hacia la base, o es verde con regiones longitudinales blancas , es pubescente. El estaminodio tiene de 2-4,5 cm de largo, es conduplicado, termina en una cúspide contorneada y es carnoso. El fruto es redondeado y de color amarillo.

## Distribución y hábitat
Ampliamente distribuida y exclusiva de toda la cuenca amazónica, en Ecuador, Colombia, Brasil, Perú y Venezuela; se encuentra tanto en superficies aluviales  como en tierra firme. Aunque crece en bosques primarios y aparentemente poco disturbados, es particularmente abundante en zonas de vegetación secundaria y en terrenos disturbados.

## Importancia económica y cultural
Usos
Por tener una inflorescencia vistosa y liviana, esta especie es muy prometedora como flor de corte. Hasta el momento no se cultiva en ninguna parte con ese fin, seguramente porque se desconoce.